# Coendou ichillus
Coendou ichillus és un porc espí del Nou Món del gènere Coendou. Viu a les selves de l'est de l'Equador i, possiblement, als Iquitos del Perú. El nom específic, ichillus, significa ‘petit' en el dialecte local del quítxua de plana.
Aquesta espècie té la cua llarga, sense pèls visibles en el pelatge adult, un pelatge espinós a la panxa i una combinació única de característiques cranials.